# Ptolemaios VIII. Euergetés II.
Ptolemaios VIII. Euergetés II., Πτολεμαῖος Εὐεργέτης Τρύφων, Ptolemaios Euergetés Tryfón byl faraonem ptolemaiovské dynastie v Egyptě, syn Ptolemaia Epifana a Kleopatry I. Syry, dcery selukovského krále Antiocha III. Megala. Žil v letech 184 – 28. června 116 př. n. l. Počátek jeho vlády se datuje od úmrtí jeho otce v roce 145 př. n. l. a trvala 29 let až do jeho úmrtí roku 116 př. n. l. (kromě epizody v letech 164–163 př. n. l., která se udála za vlády jeho bratra Ptolemaia VI. Filométora a která skončila jeho odchodem na Kyraneiku). Jeho vláda se vyznačovala řadou rozporuplných událostí, spojovaných s jeho brutalitou suverénního vládce, potlačování vzpour, občanské války a vzrůstající expanzivní moci Římské říše. Na druhé straně, v pozdní fázi jeho života také podporoval intelektuální centrum v Alexandrii a obnovil vztah k řeckým filozofům, jako například Aristarchos ze Samothráky a Apollodóros z Athén.

## Vláda

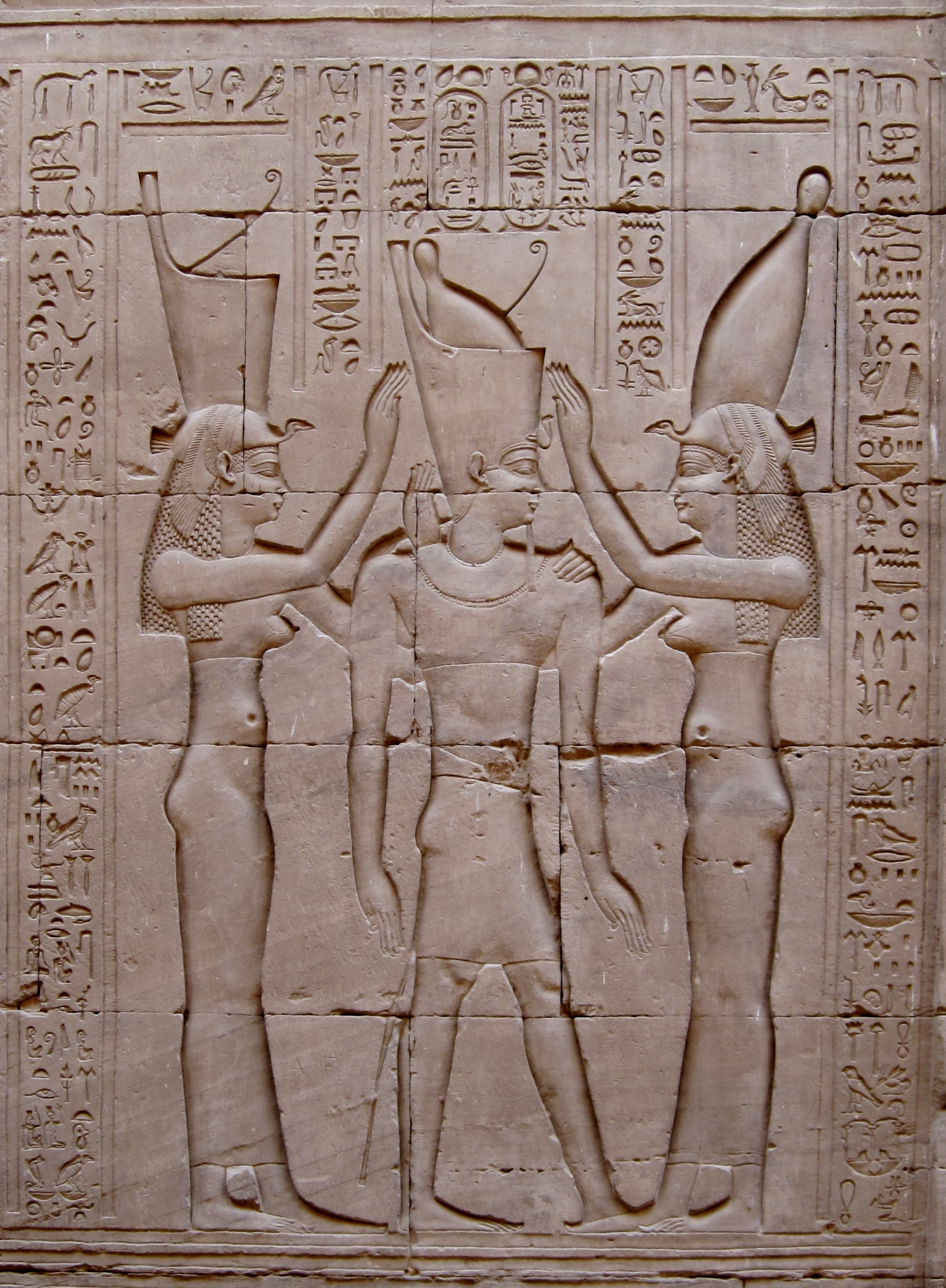
Ptolemaios VIII mezi bohyněmi Wadjet (symbolizující horní Egypt) a Nekhbet (symbolizující dolní Egypt). Basreliéf na zdi chrámu Edfu

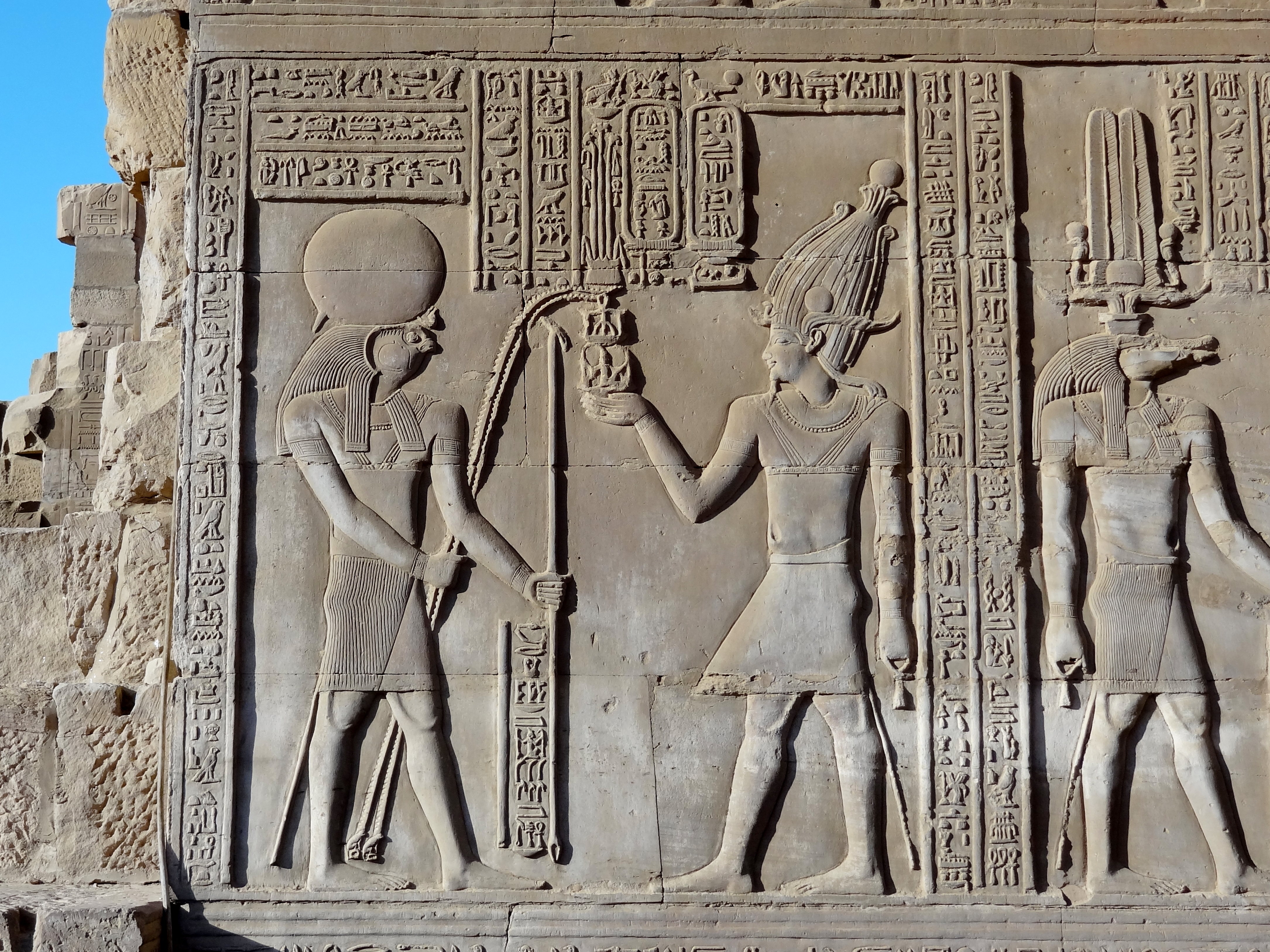
Ptolemaios Eurogetés přináší dar bohu Re

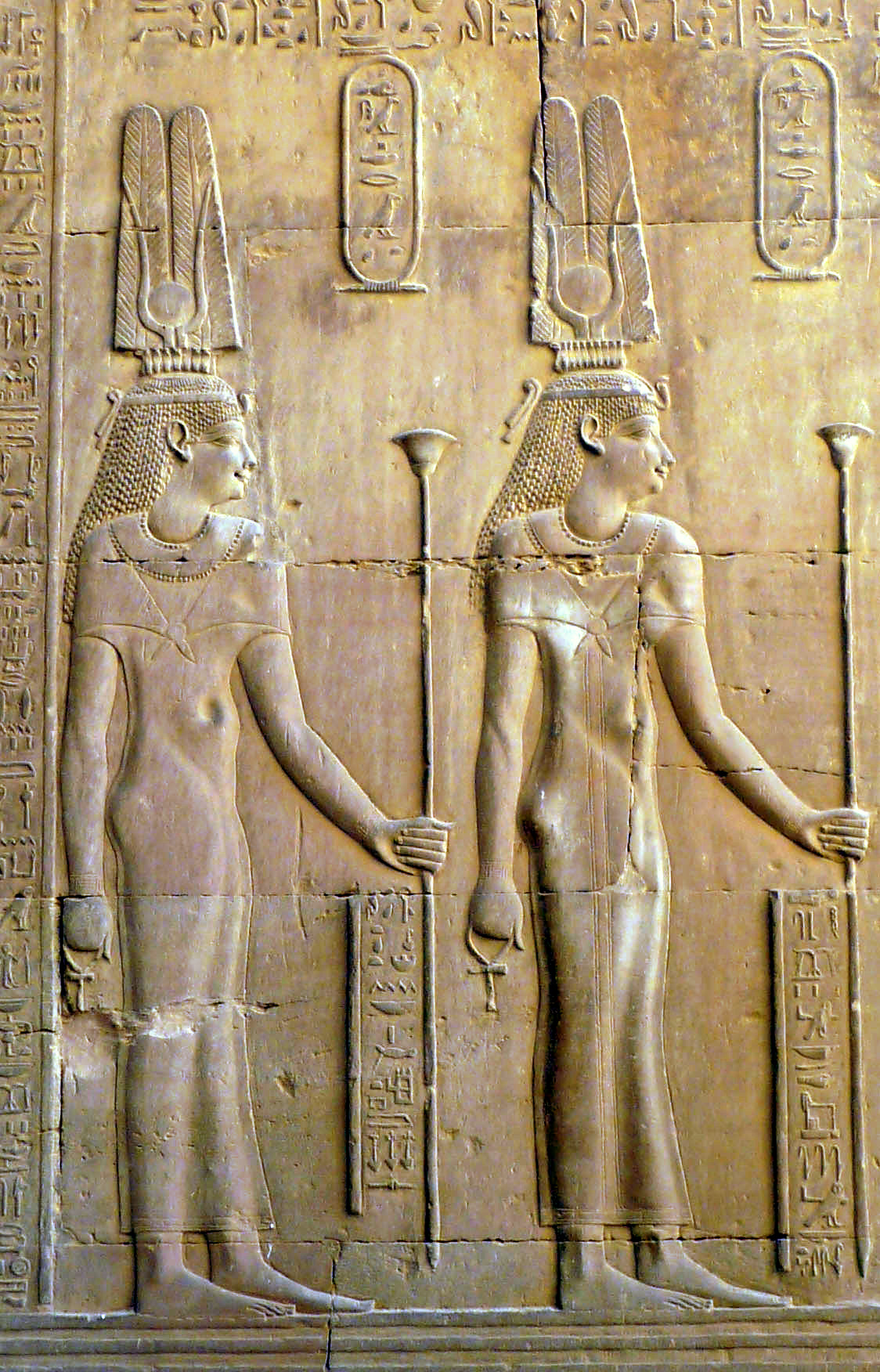
Kleopatra II. a její dcera KLeopatra III.

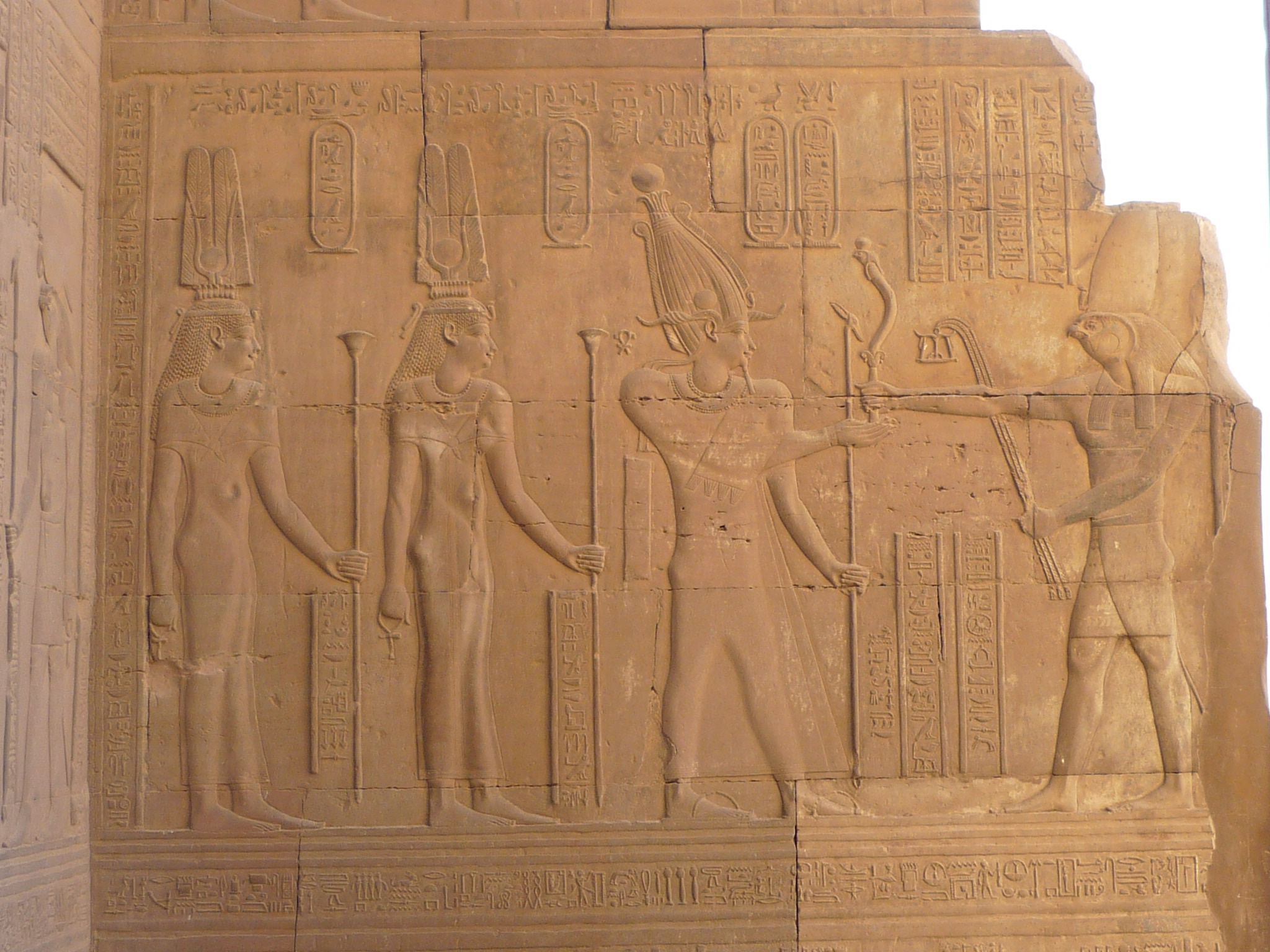
Horus, Ptolemaios VIII., Kleopatra a II. a III., chrám Kom Ombo

Když Ptolemaios VI. Filométór v roce 145 př. n. l. zemřel zůstal po něm syn Ptolemaios VII. Neos Filopatór a jeho matka Kleopatra II., která s pozice královny dosadila syna na trůn. Bratr Filométora se urychleně vrátil z Kyreneiky do Alexandrie, aby se mocí ujal trůnu. Za manželku přijal vdovu Kleopatru II., která byla jeho vlastní sestrou, a které bylo necelých 40 let. Z touhy po moci nechal během svatby zavraždit jejího syna Neos Filopatóra, Bylo to zcela typické pro jeho svévolné barbarství.
 Prováděl tvrdé represálie proti židovským velitelům vojsk, kteří povstali proti jeho režimu, a vyhnal mnoho řeckých intelektuálů z Alexandrie. Jako protiváhu k mnoha nepřátelům, které si mezi přistěhovaleckou populací udělal, záměrně Ptolemaios VIII. získal přízeň u svých egyptských poddaných, sponzoroval jejich chrámy a vydal a zveřejnil dekret o amnestii. Byl to vlastně úplatek, ale fungoval. Lid dobře přivyklý na brutální vlády, zavíral oči nad Ptolemaiovými zvěrstmi a přikláněl se na jeho stranu. Vztah s Kleopatrou II., která měla stále touhu se podílet na vládě se zkomplikoval. Ptolemaios Euergetés II. si začal intimní vztah, znásilnil svou neteř Kleopatru III. a nějaký čas poté si ji také veřejně vzal za manželku, oženil se s ní v roce 141 př. n. l. a učinil ji královnou. Vztah mezi matkou a dcerou se obrátil ve vzájemní nepřátelství. Mělo to však důsledky, ti kteří usilovali o svržení despotického krále, se nyní mohli spolehnout na plnou podporu jeho starší manželky Kleopatry II.
 Na druhé straně chování matky Kleopatry II. je těžké uvěřit, že mohla souhlasit se soužitím se svým bratrem po vraždě jejího syna.
Přesto, že Kleopatra II. porodila Euergetovi syna (v roce 144 př. n. l.), starověcí historici zmiňují (Diodorus, Livius Marcus Iunianus Iustinus), že ji jednak přiměl strach žít s Euergetem jako jeho manželka, ale trvalá touha po moci u ní stále trvala.
Nicméně bylo typické, že makedonské princezny ovládala touha po moci, a to za každou cenu i při násilném odstranění možných soupeřů. Například i v případě druhé dcery Kleopatry II. Kleopatry Thei, syrské královny a manželky seleukovského krále Demetria II. Ten byl v bitvě u Damašku (126 př. n. l.) poražen a uprchl do řecké Ptolemaidy. Manželka Kleopatra Thea mu zabránil vstoupit do města, zavřela brány a odepřela mu chrámový azyl. Posléze byl (na návod manželky) zajat, a když ta ho opustila, Demetrius byl na lodi mířící do Tyru, zabit. Láska k moci jako by převážila přirozenou mateřskou náklonnost, nechala zavraždit svého a Demetriova syna (Seleucos V. Philometor ✞ 125 př. n. l.) proto, že bez jejího svolení převzal korunu a pokusila se i o vraždu druhého syna, když stáli v cestě jejím ambicím. Její syn Antiochus VIII Grypus, se jí pak odplatil tím, že ji nechal usmrtit.

Koncem roku 132 př. n. l. konflikt mezi královskými sourozenci propukl v otevřenou válku, když Ptolemaios VIII. a Kleopatra III. na jedné straně, stáli proti Kleopatře II. Nejprve si Ptolemaios VIII. udržel kontrolu nad Alexandrií, ale koncem roku 131 př. n. l. se Alexandrijský lid vzbouřil ve prospěch Kleopatry II. zapálil a vyplenil královský palác. Ptolemaios VIII., Kleopatra III. s jejich dětmi uprchli na Kypr. Kleopatra II se mezitím nechala korunovat jako jediná královna (což bylo poprvé, co to udělala ptolemaiovská žena) a přijala titul Thea Philometor Soteira (matky milující bohyně Spasitele), který ji spojoval s jejím zesnulým manželem Ptolemaiem VI. Filométorem a dynastickým zakladatelem Ptolemaios I. Sótérem.
Ze strachu, že jeho 12letý syn Memphites bude Kleopatrou II. prohlášen za krále, nechal mladého chlapce unést a převézt na Kypr a pak (~130 př. n. l.) ho zavraždit. Kleopatra II. ve snaze udržet své postavení hledala spojence u Seleukovců, u Demetria II. Toho Ptolemaios VIII. využil a opět obsadil Alexandrii a hromadně se pomstil všem podporovatelům Kleopatry II., pak nadále zúročil svou podporu obyvatel tím, že poprvé povýšil Egypťany do vysokých funkcí a na různých místech nechal vytesat oslavné reliéfy, přičemž s obvyklou nadsázkou byly jeho postavy na reliéfech zobrazeny v dokonalé mladistvé kráse, i když v realitě byl již silně obézní a nechal se dopravovat v nosítkách.

## Obnovení triumvirátu
Usmíření Ptolemaia VIII. s Kleopatrou III. a Kleopatrou II. byl poměrně dlouhý proces. Aby upevnili své usmíření a obnovili mír a prosperitu Egypta, královské trio vydalo v dubnu 118 př. n. l. dekret o amnestii, který se dochoval v kopiích řecky psaných papyrusů, pořízených vesnickým písařem z vesnice Kerkeosiris.
Dekret o amnestii omilostnil všechny zločiny, kromě vražd a vykrádání chrámů, spáchaných před rokem 118 př. n. l., povzbuzoval uprchlíky, aby se vrátili domů a získali zpět svůj majetek, zříkali se všech zpětných daní, potvrzovali přidělování půdy vojákům během občanské války, potvrdil držení chrámové půdy a daňová privilegia, nařídil daňovým úředníkům, aby používali standardizované míry a váhy pod trestem smrti. Dekret navíc stanovil jurisdikci soudů v právních sporech mezi Egypťany a Řeky.
| „ | Král Ptolemaios a královna Kleopatra sestra a královna Kleopatra manželka vyhlašují amnestii všem svým poddaným na omyly, zločiny, obvinění, odsouzení a obvinění všeho druhu až do 9. Pharmouthi 52. roku (28. dubna 118 př. n. l.), kromě osob vinných z úmyslné vraždy nebo svatokrádeží. Nařídili, že osoby, které se ukryly, protože byly vinny z krádeže nebo byly obviněny z jiných obvinění, se vrátí do svých domovů a budou pokračovat ve svém dřívějším zaměstnání a jejich zbývající majetek nebude prodán... A postoupí všem osobám nedoplatky do téže doby, jak na nájemném z obilí, tak na peněžité dani, kromě dědických pachtýřů, kteří složili záruku. ... | “ |
| — | |   |

 Podobný dekret vydal 27. března 196 př. n. l. kněžský synod, nalezený na stéle z chrámu v Philae, za vlády Ptolemaia V., k ukončení dlouholeté občanské války v letech 206–186 př. n. l., kterým se obnovil řád a stabilizovaný správní systém. Není zřejmé, jak dlouho a s jakou důsledností se zmíněné dekrety dařilo, prosazovat.

## Nástupnictví
V létě roku 116 Ptolemaios VIII. v Alexandrii vydechl naposledy a trůn připadl manželce Kleopatře III. a kterémukoli z jejích dvou synů, kterému by dala přednost. Volba padla na Ptolemaise IX. Sótéra II. avšak společně s matkou Kleopatrou III. Do boje o trůn se zapojili i další členové rodu, nicméně jak uvádí Bevan hodnověrná data nejsou k dispozici. Z dostupných historických zlomků je zjevné, že mocenské rodové spory se generačně opakovaly, jak tomu bylo za končící vlády Ptolemaios V. Epifanése. Úpadek Egypta pod vládou Ptolemaiovců se završoval. Ve stejnou dobu, sedm set mil proti proudu Nilu přišla skupina Římanů navštívit chrám Isis v Philae a vytesali tam svá jména na stěnu chrámu a nechali tak po sobě nejstarší záznam latinských nápisů v Egyptě. V Alexandrii měl již své pevné místo i římský vyslanec. Dynastické spory starého a unaveného režimu vypadaly stále více tváří v tvář římské rozpínavosti jako pomíjivé. O dvacet let později zdědil Řím Kyrenaiku, takže Kypr zůstal jediným zámořským ptolemaiovským majetkem. Historie se opakovala sama jako dva královští bratři (Ptolemaios IX. a X.) když soupeřili o moc a nadále vzrůstyly nepokoje v Horním Egyptě. Druhý Ptolemaios X. chtěl na oplátku své vlastní království a žádal Řím o vojenskou podporu, v Alexandrii opět došlo k dalším nepokojům.

## Epilog

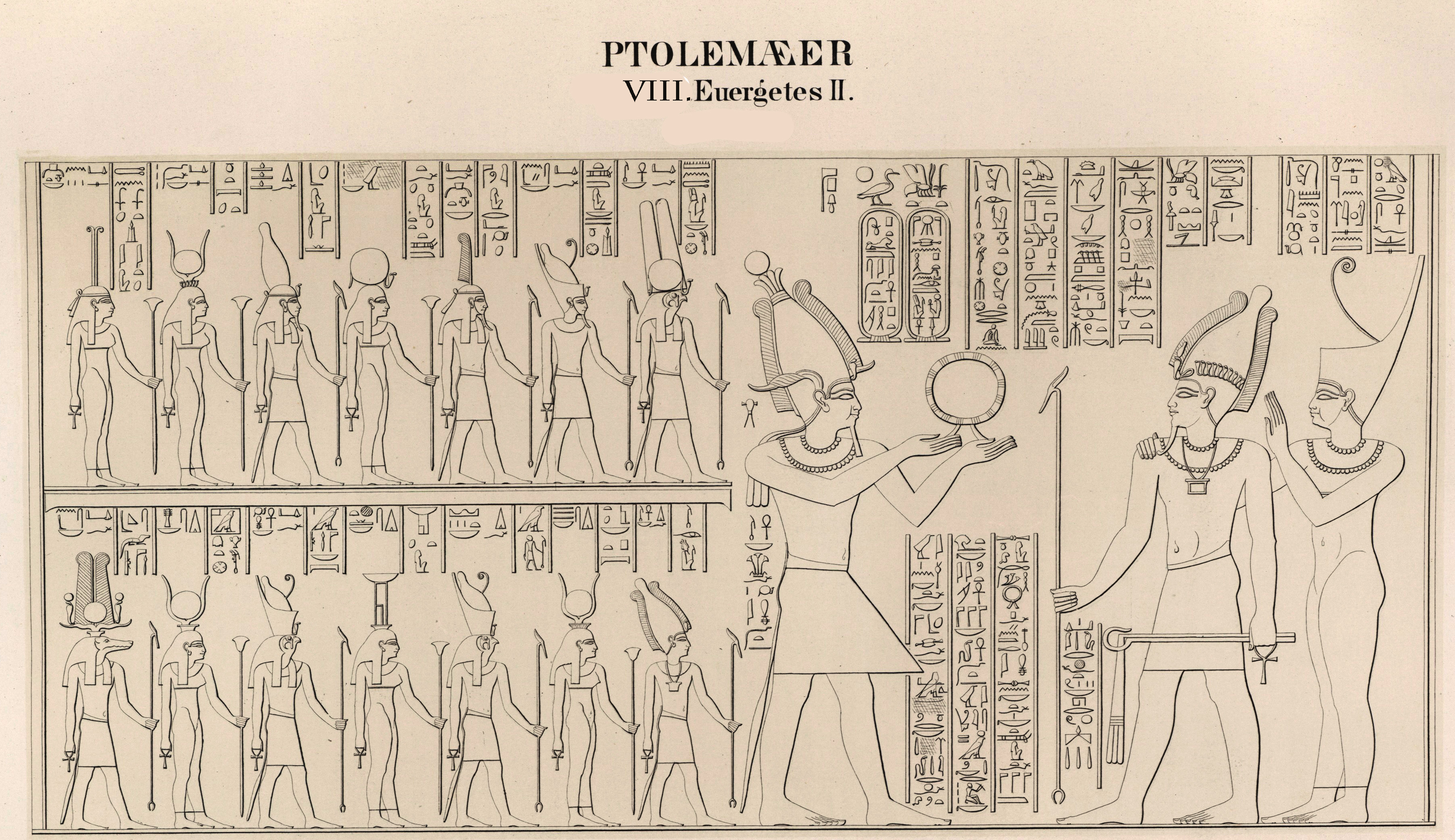
Ptolemaios Euergetés II. nabízí Amonovi a bohyni Mut svoje jméno vládce "šnw" ozářené sluncem, před panteonem bohů
chrám Theby – Karnak

Ptolemaiovská éra, počínaje Sótérem prošla obdobím vzestupu moci a bohatství díky zavedeným fiskálním reformám. Vládcové prvních tří generací odkaz praděda Sótéra dále rozvíjeli, nicméně počínající střety mezi řeckou populací vládnoucí vrstvy soustředěné na severu s centrem v Alexandrii a převážně původním egyptském obyvatelstvem na jihu, s centrem v Thébách, se prohlubovaly a za vlády Ptolemáie IV. a Ptolemaie V. vyvrcholily v dlouholetých vzpourách (206–186 př. n. l.). Vlastně pro Egypt znamenaly počátek úpadku, ztráty mocensky ovládaných oblastí a rozpadem vztahů uvnitř vládnoucího rodu. Tento proces se v komplexu zrychlil v následujících letech. Dá se říci, že v období vlády Ptolemaie VIII. (145–116 př. n. l.) se proces rozkladu Egyptské říše v podstatě završil. Nastupující dominanci v severní Africe rozvíjela Římská republika.

| V7 | n · N41 · V1 | V9 |